# Song.null.drei
Die Österreichische Vorentscheidung zum Eurovision Song Contest 2003 fand am 14. März 2003 unter dem Titel song.null.drei statt. Alf Poier gewann und vertrat Österreich in Riga, wo er den 6. Platz erreichte.

## Format

### Konzept
Der ORF veranstaltete einen zweiten nationalen Vorentscheid in Folge. Die Anzahl der Beiträge blieb mit 10 Liedern gleich zum Vorjahr, aber der Abstimmungsmodus wurde verändert. Es gab wieder ein Tele- und ein SMS-Voting, aber die ORF-Internetjury wurde abgeschafft. Dafür wurden die Stimmen, die über Televoting und SMS reinkamen nach Frauen und Männer getrennt gewertet. Es wurden zwei Wertungen erstellt, wo die Lieder, die am besten bewertet wurden, 10 Punkte erhielten – die am wenigsten beliebt waren, 1 Punkt. Die zwei Wertungen wurden kumuliert – was dann das Endergebnis ergab.
Damit die Stimmen gewertet werden konnten, wurden die Anrufer aufgefordert die Nummern 1 und 2 (je nach Geschlecht) zu tippen bzw. die SMS-Schreiber ein m oder ein w der Startnummer hinzuzufügen.
Die "Ö3-Societylady" Gabriela Dorschner und Gerry Friedle alias DJ Ötzi moderierten die Show am 14. März. Die Wertungen wurden von den Ö3-Radiomoderatoren Daniela Zeller und Andreas Jäger verkündet.

### Teilnehmer
Alf Poier belegte bei beiden Wertungen den ersten Platz und erhielt mit 20 die Höchstzahl an Punkten. Petra Frey, die Österreich bereits beim Eurovision Song Contest 1994 in Dublin vertrat, belegte den zweiten Platz in der Vorentscheidung.
Laut dem Möbelhaus XXXLutz wurde dessen Kult-Werbefigur "Familie Putz" die Teilnahme am Vorentscheid versagt. Sie sollte mit dem Lied I find des super an den Start gehen.

### Voting
| Platz | Startnr. | Interpret        | Lied                        | Wertungen | Wertungen | Punkte Total |
| Platz | Startnr. | Interpret        | Lied                        | Frauen    | Männer    | Punkte Total |
| ----- | -------- | ---------------- | --------------------------- | --------- | --------- | ------------ |
| 01.   | 06       | Alf Poier        | Weil der Mensch zählt       | 10        | 10        | 20           |
| 02.   | 07       | Petra Frey       | This Night Should Never End | 9         | 9         | 18           |
| 03.   | 08       | J.O.B.           | All Fingers And Thumbs      | 8         | 8         | 16           |
| 04.   | 09       | Sabine Neibersch | Dreaming Of You             | 6         | 7         | 13           |
| 04.   | 10       | Aalysha          | Daydream                    | 7         | 6         | 13           |
| 06.   | 03       | Xtraordinary     | Separate Ways               | 4         | 5         | 09           |
| 06.   | 05       | Patricia         | Don't Wanna Be              | 5         | 4         | 09           |
| 08.   | 04       | Eyeland          | We Will Survive             | 3         | 2         | 05           |
| 09.   | 02       | Kostrouch        | Frei sein                   | 1         | 3         | 04           |
| 10.   | 01       | Substitute       | Girls Of Summer             | 2         | 1         | 03           |